# 希斯卡薩利亞拉山
16°44′31″S 68°33′59″W / 16.74194°S 68.56639°W
希斯卡薩利亞拉山（Jisk'a Sallalla），是玻利維亞的山峰，位於該國西部拉巴斯省的因加維省，處於維斯卡查尼山西南面，屬於安第斯山脈的一部分，海拔高度4,559米。